# Elezioni presidenziali a El Salvador del 2004
Le elezioni presidenziali a El Salvador del 2004 si tennero il 21 marzo.
Le consultazioni videro la vittoria del candidato di ARENA Antonio Saca, che sconfisse il candidato del FMLN Schafik Hándal, ex leader della guerriglia ai tempi della guerra civile.
Saca alla vigilia delle elezioni aveva ottenuto il pieno sostegno dell'amministrazione Bush, la quale minacciò ripercussioni commerciali, economiche e in materia di immigrazione in caso di vittoria di Hándal.

## Risultati
| Candidati      | Partiti                                                | Voti      | %     |
| -------------- | ------------------------------------------------------ | --------- | ----- |
| Antonio Saca   | Alleanza Repubblicana Nazionalista                     | 1 314 436 | 57,71 |
| Schafik Hándal | Fronte Farabundo Martí per la Liberazione Nazionale    | 812 519   | 35,68 |
| Héctor Silva   | Partito Democratico Cristiano-Centro Democratico Unito | 88 737    | 3,90  |
| José Machuca   | Partito di Conciliazione Nazionale                     | 61 781    | 2,71  |
| Totale         | Totale                                                 | 2 277 473 | 100   |